# Ion Bîrlădeanu (sportiv)
Ion Bîrlădeanu (n. 1 august 1958, Cosmești, România) este un caiacist român, laureat cu bronz la Moscova 1980.
Ioan Bîrlădeanu este unul din cei mai buni caiaciști romani. A fost medaliat cu bronz la JO de la Moscova din 1980 în proba de caiac simplu 1000m.
Prima medalie obținută a fost la Campionatele Mondiale din 1978 de la Belgrad. De două ori argint: la caiac dublu 500 m (cu Nicușor Eșanu) și în proba de caiac 41.000 m (cu Nicușor Eșanu, Mihai Zafiu, Alexandru Giura). La Campionatele Mondiale din 1979 de la Duisburg a câștigat aurul la caiac dublu 10.000 m împreună cu Nicușor Eșanu și argintul la K1 1000 m.
La Campionatele Mondiale din 1981 de la Nottingham a câștigat 3 medalii: două de argint și una de bronz. Locul II la K1 1000m și k1 500 m și locul III k2 10.000 m. De la Campionatele Mondiale din 1982 Belgrad s-a întors fără medalie: locul VI la k1 500m. Un an mai târziu, la Tampere a fost la un ciot de podium la k2 1000 m (cu Ion Geantă) și la k2 10.000 m (cu același Ion Geantă).
Din septembrie 2005 este președintele Federației Române de Caiac Canoe.

## Distincții
- Ordinul „Meritul Sportiv” clasa a III-a (15 aprilie 1981) „pentru rezultatele deosebite obținute la Jocurile olimpice de vară de la Moscova — 1980, precum și pentru contribuția adusă la dezvoltarea activității sportive și la creșterea prestigiului sportului românesc pe plan internațional”[2]